# Criminaliteits Anticipatie Systeem

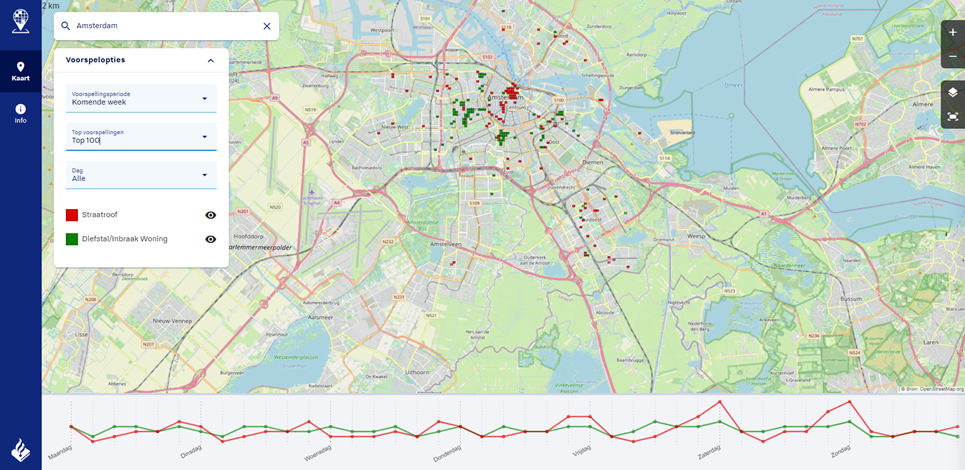
Voorbeeld van een CAS-kaart

Criminaliteits Anticipatie Systeem (CAS), ook aangeduid met de Engelse term Crime Anticipation System, is een dataminingsysteem ontwikkeld om criminaliteitspatronen in kaart te brengen. Het beschikt over geavanceerde plannings- en voorspellingsmethoden om te voorspellen welke incidenten waar plaats gaan vinden. Dit systeem valt binnen de ontwikkeling die bekend staat als predictive policing. CAS is ontworpen op initiatief van de Regionale Eenheid Amsterdam.

## Oorsprong
De politie maakt gebruik van hotspotanalyse om te achterhalen waar inzet van mankracht het meeste zin heeft. Hotspots zijn geografische locaties met een sterke concentratie van bepaalde types criminaliteit. Deze hotspots kunnen op een kaart worden afgebeeld en maken zo de risicogebieden inzichtelijk. CAS is een manier om hotspots in kaart te brengen met behulp van voorspellende technieken uit de statistiek.

## Doel
Het doel van CAS is om inzichtelijk te maken waar en wanneer het risico op bepaalde types criminaliteit het hoogste is. Deze informatie wordt vervolgens op de basisteams van de Nederlandse Politie verrijkt met locale kennis en inzichten, om zo tot een op feiten gebaseerde aanpak van deze criminaliteit te komen.

## Werking
CAS wordt sinds 2015 gebruikt om inzicht te geven in verschillende types criminaliteit. Het politie-basisteam dat gebruikt maakt van CAS kan zelf aangeven over welke types criminaliteit men CAS-informatie zou willen ontvangen. Er kunnen maximaal vier thema's worden aangevraagd. Restrictie is dat de types criminaliteit moeten zijn gebaseerd op aangiftes of meldingen (zogenaamde "breng-incidenten"). Het gebied dat het basisteam bestrijkt wordt opgedeeld in vakjes van 125 bij 125 meter. Plaatsen waarvan de kans op delicten laag is, zoals weilanden en open water, worden verwijderd. In de overgebleven vakjes wordt informatie verzameld over criminaliteitshistorie en verdachtendichtheid. Voor ieder vakje voorspelt CAS de kans op een incident voor de periode van een week. Vakjes met de hoogste kansen op een incident krijgen een kleur op de kaart, en worden aangeduid als hoog-risico gebied. Van deze hoog-risico gebieden wordt ook in beeld gebracht op welke momenten in de week de kans op een incident het hoogst is. De risico's op een incident worden berekend aan de hand van de criminaliteitshistorie en verdachtendichtheid, dit gaat met behulp van een logistisch regressiemodel. Het huidige CAS-model kan 36,3% van de woninginbraken en 57,7% van de straatroven voorspellen.

## ICT
CAS is door de Nederlandse Politie intern ontwikkeld. Het data-proces achter CAS draait op het Advanced Analytics Platform (AAP), een private cloud platform dat de politie heeft ontwikkeld om data scientists en analisten binnen de politie te ondersteunen.

## Toepassing
De CAS-kaarten worden wekelijks automatisch ververst. Wanneer de kwaliteit van de CAS-voorspelling van voldoende kwaliteit is wordt deze getoond aan de gebruikers. Vervolgens wordt de waar- en wanneerinformatie die CAS levert verrijkt met lokale kennis, door een informatiespecialist op dat basisteam, zodat een beeld ontstaat over de mogelijke oorzaken van een hoog risico in bepaalde buurten. Deze informatie wordt besproken in het basisteam-overleg (BTO), waar vervolgens een strategie wordt gevormd over hoe de problematiek aan te pakken zodat deze oorzaken worden weggenomen. Deze strategie leidt vervolgens tot concrete werkopdrachten in de briefing op de basisteams van de Nederlandse Politie. Inzichten die mede op basis van CAS zijn verkregen worden hier gedeeld met politie-agenten, maar deze krijgen de daadwerkelijke CAS-voorspellingen niet te zien. Onderzoek heeft laten zien dat CAS in de praktijk vooral als een ondersteunend middel wordt gebruikt.

## Resultaat
De kwaliteit van de voorspelling van CAS is redelijk tot goed te noemen, dit wordt ook opgelegd doordat CAS-voorspellingen die de norm niet halen niet worden getoond. Het effect van CAS op de criminaliteit in de basisteams is onbekend, aangezien het moeilijk te meten is hoe de basisteams de CAS-informatie daadwerkelijk hebben toegepast.

## Uitrol in Nederland
In 2019 is CAS landelijk uitgerold binnen de Politie Nederland. Dit betekent dat ieder basisteam in principe de beschikking heeft over CAS.